# Rubén Luzón
Rubén Luzón Díaz (Valencia, 21 de septiembre de 1982) es un poeta español. Licenciado en Filología Catalana y en Filología Hispánica por la Universidad de Valencia.
Su trayectoria se inició en 2005 con la publicación de Cames ajudeu-me, obra ganadora del IV Certamen César Simón de Poesía. Su segundo libro, Baladaspirina, obtuvo el XLVI Premio de Poesía Ausiàs March de Gandia del año 2008. Con Ai, obtuvo el Premio Vicent Andrés Estellés de Poesía de Burjassot 2011, así como el Premio de la Crítica de los Escritores Valencianos. Su última publicación es Sinó, del año 2015.
Según el crítico literario Francisco Calafat, este autor destaca «por una lírica sin concesiones, donde la voluntad de exprimir y tensar las formas y el lenguaje tienen un papel nodular».

## Obras
- 2005: Cames ajudeu-me
- 2008: Baladaspirina
- 2011: Ai
- 2015: Sinó
- 2016: "Alguna cosa" (editorial 3i4)

## Premios
- Premio César Simón de poesía. 2005[1]
- Premio Ausiàs March de poesía de Gandia. 2008[1]
- Premio Vicent Andrés Estelles de poesía de Burjassot. 2011[1]